# ليستير كاساي
ليستير كاساي (بالإنجليزية: Lester Kasai)‏ هو متزلج لوحي أمريكي، ولد في 12 أغسطس 1966.